# Poisat
Poisat – miejscowość i gmina we Francji, w regionie Owernia-Rodan-Alpy, w departamencie Isère.
Według danych na rok 1990 gminę zamieszkiwało 2139 osób, a gęstość zaludnienia wynosiła 836 osób/km² (wśród 2880 gmin regionu Rodan-Alpy Poisat plasuje się na 408. miejscu pod względem liczby ludności, natomiast pod względem powierzchni na miejscu 1672.).